# 늪에서 나온 사람
《늪에서 나온 사람》은 1983년 7월 16일에 방영된 TV문학관이다.

## 줄거리
민수(임혁)는 무역회사에 근무중인 엘리트 사원으로 장래가 촉망되는 젊은 회사원이라는 평가를 받는 인물이다. 어느 날 민수는 경찰로부터 소환장을 받는다. 소환 이유는 살인인데, 얼마 전 민수는 산책 도중 우연히 마주친 미모의 한 여성이 정신이 온전하지 못한 상태인 것을 보고 불쌍히 여겨 돌봐줬는데 그 여성이 그날 밤 변사체로 발견된 것이다. 경찰은 민수를 유력한 용의자로 여기고 수사하는데...

## 출연
- 임혁
- 송재호
- 하미혜
- 박선희
- 민지환
- 이성웅
- 최명수
- 양영준
- 김봉근
- 김병기
- 임병기
- 기정수
- 봉혜선
- 김명희
- 조재훈
- 유병준
- 김진오
- 유승봉
- 정종준
- 윤성국
- 신원균
- 이종남
- 김령